# Digitalis lutea

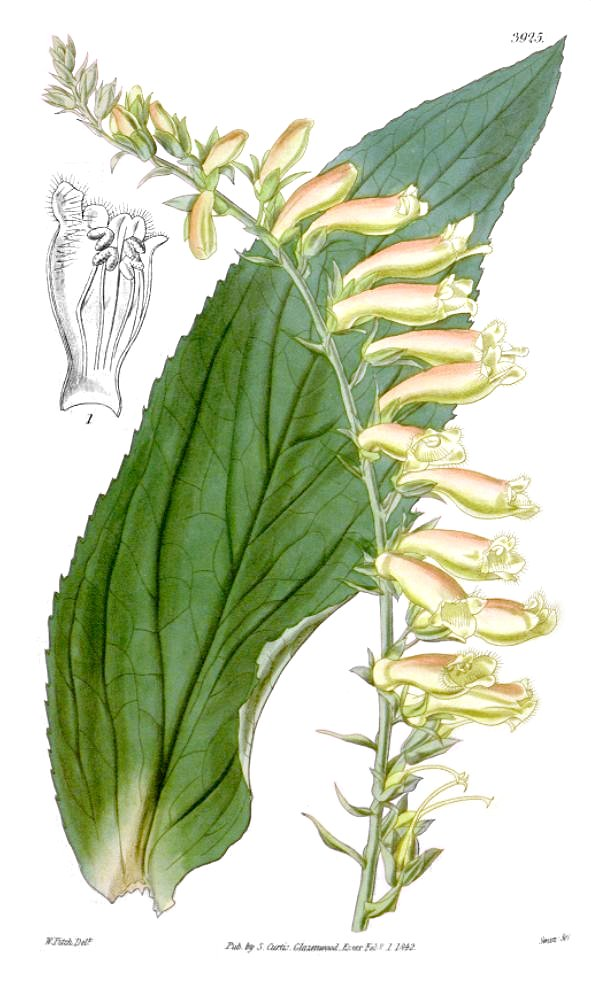
Ilustración

La digital amarilla (Digitalis lutea) es una planta perenne nativa de Europa central y occidental. Las flores con inflorescencias más pequeñas y densas que en D. purpurea son de color amarillo y tubulares con puntos amarillos en su corola.

## Descripción
Es una hierba perenne glabrescente erecta de 50 cm a 1 m de altura; hojas lanceoladas denticuladas de 7-30 x 1,2 5 cm cortamente pecioladas, las superiores son sésiles y son progresivamente más pequeñas. Las flores son de un amarillo pálido de 15-25 x 5-8 mm; florece de junio a agosto; flores tubulares, cáliz de 4-5 mm; cápsula ovoide de 7-8 mm.

## Propiedades
- Tiene las mismas propiedades que Digitalis lanata aunque con mayor toxicidad.

## Taxonomía
Digitalis lutea fue descrita por Carlos Linneo    y publicado en Species Plantarum 2: 622.  1753.
Citología
Número de cromosomas de Digitalis lutea (Fam. Scrophulariaceae) y táxones infraespecíficos: n=28; 2n=56
Etimología
Digitalis: nombre genérico del latín medieval digitalis = la "digital o dedalera" (Digitalis purpurea L., Scrophulariaceae). Según Ambrosini (1666), “se llama Digital porque las flores imitan la forma del dedal (a saber, de la cubierta de los dedos de las mujeres cuando cosen)”.
lutea: epíteto latino que significa "de color dorado".
Sinonimia
- Digitalis acuta Moench
- Digitalis aurea Desf.
- Digitalis fontanesii Steud.
- Digitalis guellii Sennen
- Digitalis intermedia Pers.
- Digitalis lutea var. pubescens Bréb.
- Digitalis nutans Gaterau
- Digitalis ornata Porta ex Huter
- Digitalis parviflora Lam.[5]

## Nombres comunes
- Castellano: dedalera amarilla (3), dedalera de San Jerónimo, digital amarilla.(el número entre paréntesis indica las especies con el mismo nombre).[6]